# Izyira
Izyira (Izyra) ist ein Verwaltungsbezirk (Ward) des Distrikts Mbeya in der gleichnamigen tansanischen Region Mbeya.

## Geografie
Izyira  liegt im Südwesten von Tansania. Der Bezirk ist im Norden, Westen und Süden von der Region Songwe umgeben. Er hat eine Fläche von 60,35 Quadratkilometern und bei der Volkszählung 2022 lebten hier 6260 Menschen in 1628 Haushalten.

## Gliederung
Der Bezirk besteht aus vier Gemeinden (Mtaa) mit 18 Orten (Kitongoji):
| Izyira - Izyira - Mawelo - Bahati - Mwenge - Mafumbo | Masewe - Masewe - Igulilo - Mabula - Mang'onga | Inuka - Itaga - Kawata - Magole - Masangati | Mapita - Mapita - Ikomela - Neema - Igalila - Vwele |

## Wirtschaft und Infrastruktur
- Bildung: In Izyira gibt es eine 2009 eröffnete staatliche weiterführende Schule,[6] in der eine Schuluniform getragen werden muss.[7]
- Gesundheit: Für die medizinische Versorgung der Bevölkerung sorgt eine Apotheke, die auch kleine chirurgische Eingriffe durchführt.[8]